# Внутригородской район (муниципальное образование)
Внутригородской район городского округа с внутригородским делением — тип муниципальных образований в России.
Другие внутригородские районы не являются муниципальными образованиями и представляют собой административно-территориальные или территориальные единицы в составе собственно города как городские районы (районы в городе).

## Характеристика
Статус внутригородского района как муниципального образования определён поправками, введёнными Федеральным законом от 27 мая 2014 года № 136-ФЗ к Федеральному закону от 6 октября 2003 года № 131-ФЗ «Об общих принципах организации местного самоуправления в Российской Федерации». Согласно поправкам, внутригородской район — это внутригородское муниципальное образование, которое в соответствии с законом субъекта Российской Федерации образовано на части территории городского округа с внутригородским делением, в границах которой местное самоуправление осуществляется населением непосредственно и (или) через выборные и иные органы местного самоуправления.
Критерии для деления городских округов с внутригородским делением на внутригородские районы устанавливаются законами субъекта Российской Федерации и Уставом городского округа с внутригородским делением.
Первые внутригородские районы появились в составе городского округа город Челябинск. По состоянию на 1 января 2021 года, существуют 19 внутригородских районов в трёх городских округах: Челябинск, Самара, Махачкала.

## Список внутригородских районов
Сведения о площадях внутригородских районов взяты из статистики на 1 января 2020 года в связи с отсутствием статистики на 1 января 2021 года.
Сокращения:
- н.д. — нет данных.

Данные по площадям приведены на 2020 год.
| №  | Внутригородской район | Городской округ | Субъект РФ          | Население 2021 г. (чел.) | Городское 2021 г. (чел.) | Доля городского населения 2021 г. | Площадь (км²) |
| -- | --------------------- | --------------- | ------------------- | ------------------------ | ------------------------ | --------------------------------- | ------------- |
| 1  | Железнодорожный       | Самара          | Самарская область   | 88 426                   | 88 426                   | 100%                              | 17,06         |
| 2  | Калининский           | Челябинский     | Челябинская область | 228 561                  | 228 561                  | 100%                              | 32,57         |
| 3  | Кировский             | Махачкала       | Дагестан            | 186 694                  | 186 694                  | 100%                              | н.д.          |
| 4  | Кировский             | Самара          | Самарская область   | 222 498                  | 222 498                  | 100%                              | 101,02        |
| 5  | Красноглинский        | Самара          | Самарская область   | 100 252                  | 100 252                  | 100%                              | 147           |
| 6  | Куйбышевский          | Самара          | Самарская область   | 89 292                   | 89 292                   | 100%                              | 80,31         |
| 7  | Курчатовский          | Челябинский     | Челябинская область | 218 261                  | 218 261                  | 100%                              | 60,19         |
| 8  | Ленинский             | Махачкала       | Дагестан            | 208 297                  | 208 297                  | 100%                              | н.д.          |
| 9  | Ленинский             | Самара          | Самарская область   | 60 365                   | 60 365                   | 100%                              | 15,25         |
| 10 | Ленинский             | Челябинский     | Челябинская область | 190 831                  | 190 831                  | 100%                              | 73,82         |
| 11 | Металлургический      | Челябинский     | Челябинская область | 132 053                  | 132 053                  | 100%                              | 99,21         |
| 12 | Октябрьский           | Самара          | Самарская область   | 117 824                  | 117 424                  | 100%                              | 16,10         |
| 13 | Промышленный          | Самара          | Самарская область   | 269 659                  | 269 659                  | 100%                              | 40,82         |
| 14 | Самарский             | Самара          | Самарская область   | 29 958                   | 29 958                   | 100%                              | 37,84         |
| 15 | Советский             | Махачкала       | Дагестан            | 209 275                  | 209 275                  | 100%                              | н.д.          |
| 16 | Советский             | Самара          | Самарская область   | 166 485                  | 166 485                  | 100%                              | 40,60         |
| 17 | Советский             | Челябинский     | Челябинская область | 140 701                  | 140 701                  | 100%                              | 103,48        |
| 18 | Тракторозаводский     | Челябинский     | Челябинская область | 180 786                  | 180 786                  | 100%                              | 64,88         |
| 19 | Центральный           | Челябинский     | Челябинская область | 96 767                   | 96 767                   | 100%                              | 66,72         |